# دانشکده اقتصاد هانکن
دانشکده اقتصاد هانکن (به سوئدی: Svenska handelshögskolan)، که همچنین با نام Hanken شناخته می‌شود، مدرسه‌ای بازرگانی در فنلاند است که دو پردیس در هلسینکی و واسا دارد. این مدرسه که در سال ۱۹۰۹ تأسیس شد، قدیمی‌ترین مدرسه کسب و کار در فنلاند و یکی از قدیمی‌ترین‌ها در کشورهای اسکاندیناوی است. برنامه‌های آن به دو زبان انگلیسی و سوئدی ارائه می‌شود.